# Муниципальное образование «Каменка»
Каменское сельское поселение — муниципальное образование со статусом сельского поселения в
Боханском районе Иркутской области России. Административный центр — посёлок Каменка.

## Демография
По результатам Всероссийской переписи населения 2010 года
численность населения муниципального образования составила 1536 человек, в том числе 711 мужчин и 825 женщин.

## Населённые пункты
В состав муниципального образования входят населённые пункты
- Каменка
- Бахан
- Бекет
- Вантеевская
- Гречехан
- Калашникова
- Макаровская
- Махонькина
- Морозова
- Пашкова
- Склянка (заимка)
- Тыргур
- Угольная[2]